# 휴스턴 다이너모 FC
휴스턴 다이너모 풋볼 클럽(영어: Houston Dynamo Football Club)는 메이저 리그 사커에 소속된 미국의 프로 축구 클럽로 텍사스주 휴스턴을 연고지로 하고 있다. 쉘 에너지 스타디움을 홈구장으로 사용하고 있으며, 복싱의 전설 오스카 델라 호야가 공동 구단주이다.
이 클럽은 테드 시걸이 대주주로 있다. 시걸은 2022년 8월, 나머지 소수 파트너를 인수한 후 소유권을 완전히 장악하고 있다.

## 역사
2005년에 창단하였으며 클럽 명칭에서 "Dynamo"는 에너지 기반 산업을 가진 휴스턴의 지역 연고성을 상징하기 위해 "다이너모"("발전기"라는 뜻)라는 뜻을 갖고 있으며 최신 외래어 표기법에 따라 "다이나모"가 아닌 "다이너모"로 표기된다. 동구권 축구 클럽 명칭에 자주 사용되는 "Dyanmo(Динамо)"는 현지에서 "디나모"로 발음되며 뜻은 디나모 스포츠 클럽(Sports Club Dynamo)이기 때문에 휴스턴의 다이너모와 구별된다.
창단한지 1년 만인 2007년에는 MLS컵 우승을 차지하였고, 2008년에는 MLS 서포터즈 실드 준우승을 차지하였으나 콜럼버스 크루가 MLS컵과 서포터즈 실드를 동시에 우승하여 2008-09, 2009-10 CONCACAF 챔피언스리그에 출전하였는데 2008-09 시즌에는 B조 1위로 8강에 진출하였으나 멕시코의 아틀란테 FC와 홈에서 1-1로 비기고 원정에서 3-0으로 져서 4강 진출에 실패하였고, 2009-10 시즌에는 A조 3위로 8강 진출에 실패하였다. 2010년 시즌에는 급속히 발전한 토론토 FC에 밀려 12위로 내려가, 구단 최악의 성적을 기록하였다.
2011년 시즌에 밴쿠버 화이트캡스와 포틀랜드 팀버스가 서부 지구에 합류하면서 서부에서 동부로 이동하는 첫 번째 팀이 되었다. 하지만 2015년 시즌에 뉴욕 시티 FC와 올랜도 시티 SC가 동부 지구에 합류하면서 다시 서부 지구로 이동되었다.

## 우승 기록
- MLS컵 (2회): 2006, 2007

## 선수단

### 현재 소속 선수 명단
참고: FIFA 자격 규정에 따라 소속된 국가대표팀 국기를 표시합니다. 선수는 복수의 FIFA 비회원국 국적을 가지고 있을 수 있습니다.
| 번호 | 포지션 | 국적       | 이름              |
| ---- | ------ | ---------- | ----------------- |
| 2    | DF     |            | 프랑코 에스코바르 |
| 6    | MF     |            | 아르투르          |
| 7    | FW     | 콜롬비아   | 넬슨 퀴뇨네스     |
| 8    | MF     | 모로코     | 아민 바시         |
| 18   | FW     | 나이지리아 | 이브라힘 알리유   |

| 번호 | 포지션 | 국적 | 이름                |
| ---- | ------ | ---- | ------------------- |
| 19   | FW     | 가나 | 스티븐 아노르 쟘피  |
| 27   | MF     |      | 세바스티안 코발치크 |
| 28   | DF     |      | 에릭 스비아트첸코   |
| 35   | MF     |      | 브루클린 레인스     |

## 역대 감독
| 감독      | 임기        |
| --------- | ----------- |
| 탭 라모스 | 2019 ~ 2021 |

## 홈경기장
| 경기장                         | 사용기간      | 장소                    | 팀명            | 비고                                                  |
| ------------------------------ | ------------- | ----------------------- | --------------- | ----------------------------------------------------- |
| 로버트슨 스타디움              | 2006년~2011년 | 텍사스주 휴스턴         | 휴스턴 다이너모 | 빈칸                                                  |
| BBVA 컴패스 스타디움           | 2012년~현재   | 텍사스주 휴스턴         | 휴스턴 다이너모 | 빈칸                                                  |
| 칼 루이스 트랙 & 필드 스타디움 | 2006년        | 텍사스주 휴스턴         | 휴스턴 다이너모 | US 오픈컵때 사용했다.                                 |
| 애기 사커 스타디움             | 2007년 2011년 | 텍사스주 칼리지스테이션 | 휴스턴 다이너모 | US 오픈컵때 사용했다. CONCACAF 챔피언스컵때 사용했다. |

## 유나이티드 사커 리그제휴팀
- 리오그란데밸리 FC 토로스 (에딘버그, 텍사스)

## 같이 보기
- 휴스턴 대시